# Insektsbekämpning
Insektsbekämpning kan ske på många sätt, bland annat genom flygbesprutning som är förbjudet i Sverige, även att plantera ut sterila insekter från flygplan har visat sig vara ett effektivt sätt att bekämpa oönskade insekter.